# 馨香院
馨香院（しんこういん、寛文6年（1666年） - 天和3年閏5月23日（1683年7月17日））は、広島藩主浅野綱長の正室。尾張藩主徳川光友の三女。実名は貴姫（あてひめ）。
寛文6年（1666年）、尾張国で生まれた。母は側室の村尾氏。
延宝3年（1675年）5月、兄・徳川綱誠の養女となり、翌4年（1676年）11月に広島藩4代藩主・綱長に嫁いだ。吉長、数馬（早世）を産んだ。
天和3年（1683年）に江戸にて死去し、伝通院に葬られた。